# Måste gitt (TV-serie)
Måste gitt - serien är en svensk dramakomediserie av Can Demirtas och Ivica Zubak. Den producerades 2020 av Indian Summer för SVT och regisserades av Abbe Hassan och Ivica Zubak.
Serien är fortsättning på långfilmen Måste gitt från 2017. Serien presenterades 2019, och det stod klart att de ursprungliga skådespelarna återvände för att spela sina roller. Serien fick bra kritik av Filmtopp.

## Handling
I slutet av långfilmen Måste gitt åkte smågangstern Metin in i fängelse och hans dagbok som publicerades sålde knappt 200 exemplar, dvs. den blev inte riktigt den succé som han och bokförläggaren Puma hoppades på. Nu är Metin åter hemma i Jordbro, tillbaka på ruta ett. Han försöker ordna sitt liv och inte falla tillbaka i sina gamla hjulspår.

## Avsnitt
| Avsnitt | Avsnittsrubrik       | Beskrivning | Medverkande |
| ------- | -------------------- | --- | --- |
| 1       | Karma                | Metin muckar från fängelset och återvänder till orten, vännerna och flyttar hem till familjen. Hans förläggare Puma försöker sälja Metins bok "Måste gitt!" som en film. Boken blev en flopp och Puma ser chans till revansch. Bara inte Metin sabbar allt med sin stora käft. Hemma i Jordbro försöker Metins kompis Aladdin förklara för Metin vad karma är - "om du gör någonting dumt så kommer du få tillbaka det förr eller senare".                                                                    | Can Demirtas, Jörgen Thorsson, Selma Caglar, Toni Prince, Yesim Tungert, David Nzinga, Kaiwan Karem, Erhan Özay, Karin Franz Körlof, Jonatan Sköld, Elfe Kocabay, Liam Vahdani, Victor de Almeida, Christina Petersson, Alice Bergman, Abbe Hassan, Diar Said, Amir Barghashi, Dennis Önder, Hayrettin Yildrim, Cedomir Djordevic |
| 2       | Göteborg             | Metin och Puma åker till Göteborg för att Metin ska provfilma till en roll i en gangsterfilm. Men deras vistelse i Götet blir inte som de tänkt sig. Pumas mest älskade tavla har försvunnit och den misstänkta tjuven (enligt Metin) är en känd svensk skådespelare. Det visar sig dessutom att den kända svenska skådespelaren också är i Göteborg på samma provfilmning som Metin. | Can Demirtas, Jörgen Thorsson, Selma Caglar, Adam Lundgren, Emelie Strömberg, Nikolai Shervin, Niklas Ergin-Olsen, Bo Melin, Erik Sundfelt, Ivica Zubak, Wahid Setihesh, Rebecca Riggo Ringstrand, Brigitte Mildegren, Emil Kuokkanen, Felix Enghult, Olof Lundh, Jan Coster, Peter Frykstrand, Jonathan Björnhager, Patrik Holst |
| 3       | Arvet                | Metin har fått praktik på ett äldreboende, ett jobb han faktiskt trivs med. Men ett felstavat sms, en gammal vas och en felsägning om Metins privatliv gör att han inte bara förlorar sitt jobb, utan också får hela orten att skratta bakom hans rygg. | Can Demirtas, Jörgen Thorsson, Selma Caglar, Toni Prince, Yesim Tungert, David Nzinga, Kaiwan Karem, Maksim Lapitskii, Busk Margit Jönsson, Henry Lodin, Frida K Eriksson, Sofia Rönnegård, Viola Kaku, Lars G Wik, Beata Cavallin, Daniel Goldmann, Jannika Strååt, Alice Bergman, Birgitta Lööv |
| 4       | Clowner utan gränser | Bratte har en dröm om att bli clown. Hans lillasyster Diana vill hjälpa honom att förverkliga sin dröm och fixar Brattes första gig: som clown på Jordbrodagen! Samtidigt har någon gjort inbrott i turkiska föreningen och snott all läsk som skulle gå till barnen. Ingen läsk, inga barn, ingen publik. Metin och Bratte får i uppdrag att lösa problemet via "sina kontakter" vilket tyvärr får grabbarna att göra en snabb comeback i gamla dåliga vanor.                                                | Can Demirtas, Selma Caglar, David Nzinga, Kaiwan Karem, Erhan Özay, Doreen Ndagire, Elmira Arikan, Dennis Önder, Fernando Carabali, Bashkim Neziraj, Emmeli Sjärnfeldt, Kevin Kazembe, Linda Pira, Daniel Goldmann, Charlotta Lövgren |
| 5       | Ambulanzen           | Jordbro har problem. När en ambulans kommer in till Jordbro kastar barnen sten på den, ingen vet varför, men turkiska föreningens lösning blir att skaffa en egen Jordbro-ambulanz, med zäta. Metin får såklart uppdraget att köra ambulanzen eftersom han är arbetslös, men Aladdin vill hellre vara ambulanzförare än ta över sin mamma Sibels antikbutik. Metin får en idé, Aladdin får köra ambulanzen om han hjälper Metin med ett problem.                                                              | Can Demirtas, Jörgen Thorsson, Selma Caglar, Toni Prince, David Nzinga, Kaiwan Karem, Erhan Özay, Amir Barghashi, Dennis Önder, Faris Alsaleem, Mina Azarian, Saya Mostafa, Maria Nohra, Shamon Demirel, Carina Borg, Johan Eriksson, Magnus af Sandeberg, Sara Edberg, Alice Söderholm, Denni Tvrtkovic |
| 6       | Fatmas dejt          | Metins mamma Fatma är sur på sin pojkvän Fatti som inte har svarat i telefon på flera dagar. Hon tror att han har tröttnat. Metins syster Yasemin försöker hjälpa Fatma att komma över Fatti, hon skapar ett dejtingkonto åt Fatma med en lite, lite för ung bild. Fatma får en dejt direkt, fixar sig och åker in till stan. Just då dyker Fatti upp hemma hos familjen Turkoglu. Han har ett brutet ben, en lottovinst i fickan och planer på förlovning, men Fatma är inte hemma.                          | Can Demirtas, Jörgen Thorsson, Selma Caglar, Toni Prince, Yesim Tungert, David Nzinga, Kaiwan Karem, Erhan Özay, Mina Azarian, Elfe Kocabay, Liam Vahdani, Lars-Åke Petersson, Charlie Åberg |
| 7       | Ekotomater           | Det luktar bajs i hela Jordbro! Turkiska föreningen misstänker att det kan komma från tomatodlingen som ligger i närheten. Metin får i uppdrag att prata med bonden som sköter den. Bonden påstår att han odlar ekologiskt och att man behöver extra bra gödsel till det - extra mycket bajs. Bonden ber Metin att dra hem till Jordbro och aldrig komma tillbaka igen. Detta får Metin att vilja hämnas på bonden och hans enkla lilla uppdrag blir genast en katastrof.                                     | Can Demirtas, Selma Caglar, Toni Prince, David Nzinga, Kaiwan Karem, Erhan Özay, Doreen Ndagire, Göran Forsmark, Amir Barghashi, Dennis Önder, Cedomir Djordevic, Dilara Rauf, Ella Sandberg, Mirjam Shokro, Sydney-Rae, Vanessa Ndawula, Viktoria Zereshghi, Erik Thomé, Lukas Everitt, Annika Gardeskog, Ester Bäcklin |
| 8       | Sverigevänner        | Puma bjuder Metin till Augustgalan, Sveriges stora litterära event - och det är dress code! Någon känner såklart någon som säljer fejk-kostymer i Jordbro. Metin köper en kostym som utlovas produceras i samma fabriker som de riktiga. Metin som aldrig haft en kostym känner sig som en kung, men har han inte blivit annorlunda och pratar konstigt? På väg till Augustgalan råkar Metin på villovägar och hamnar på en annan fest som hålls av Sveriges största främlingsfientliga parti: Sverigevänner. | Can Demirtas, Selma Caglar, Toni Prince, Yesim Tungert, David Nzinga, Kaiwan Karem, Erhan Özay, Slaven Spanovic, Edwin Hjalmers, Raija Hedlund, Carolina Malmborg, Daniel Sjöberg, Mina Azarian, Cedomir Djordevic, Bashkim Neziraj, Emmeli Sjärnfeldt, Martin Rutegård, Henrik Högberg Schock, Johan Hald, Christer Wahlström, Mikael Johnsson, Jonathan Wahlström, Lisa Andersson, Rafaat Mojahed, Soheer Bahnam, Astrid Bävertun, Razieh Afshari, Sonia Uribe, Elfe Kocabay, Liam Vahdani |